# Amy Webb

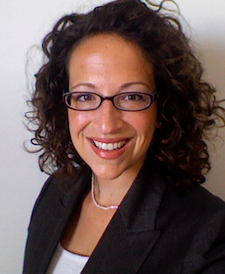
Amy Webb

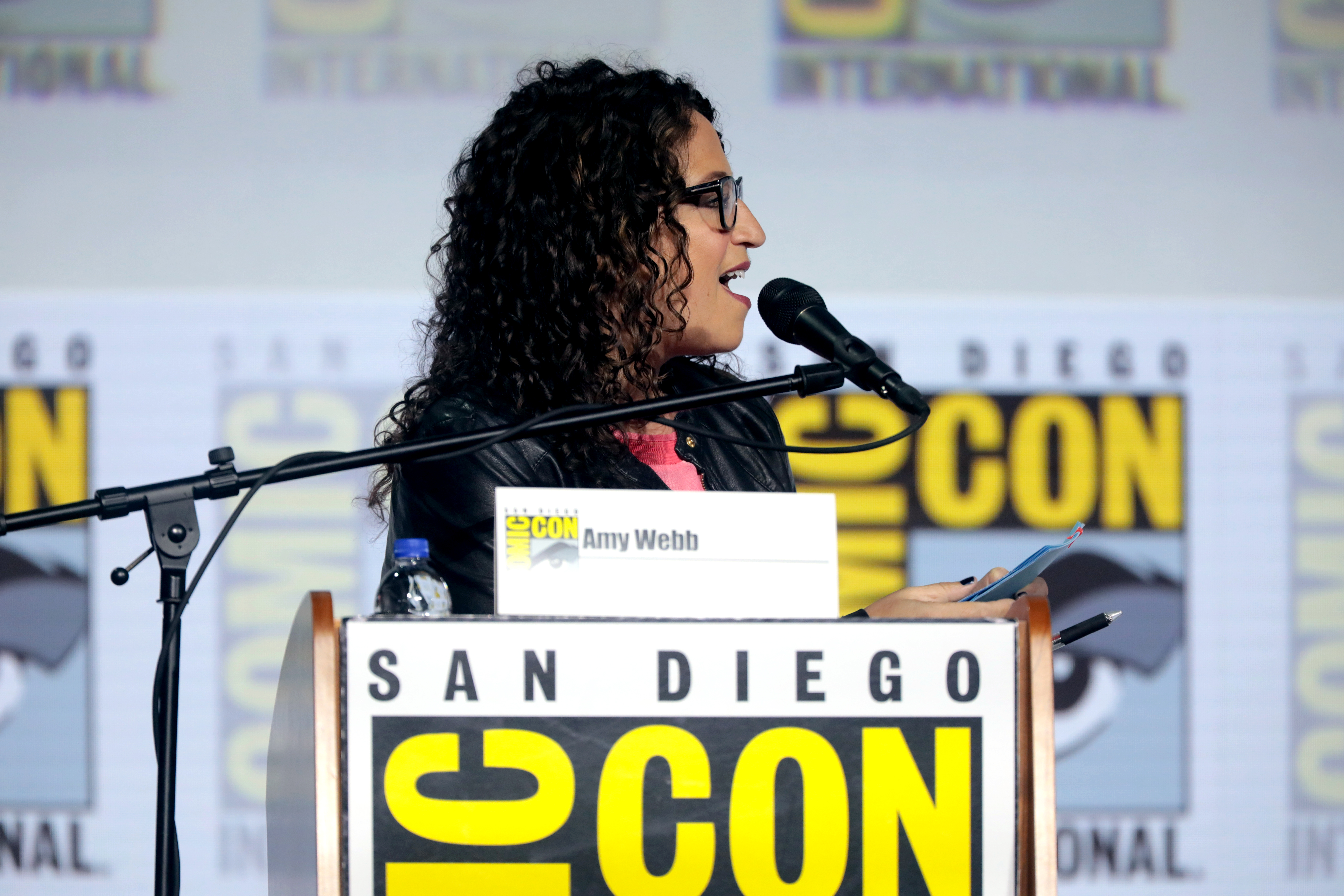
Amy Webb spricht auf der San Diego Comic Con International 2019 für „Westworld“ im San Diego Convention Center in San Diego, Kalifornien

 Amy Webb (* 18. Oktober 1974 in East Chicago, Indiana) ist eine US-amerikanische Futuristin, Autorin und Hochschullehrerin. Sie ist Gründerin und CEO des Future Today Institute und Professorin für Strategische Zukunftsplanung an der New York University.

## Leben und Werk
Webb studierte anfangs klassische Klarinette an der Indiana University Jacobs School of Music und erwarb 1997 an der Indiana University Bloomington einen Bachelor in Politikwissenschaft, Wirtschaft und Spieltheorie. Sie arbeitete dann als freiberufliche Journalistin und Englischlehrerin in Japan.  2001 erwarb sie einen Master an der Columbia University Graduate School of Journalism.
Sie arbeitete als Journalistin für Technologie und Wirtschaft bei The Wall Street Journal und zog dann nach Hongkong, um bei Newsweek als Reporterin für neue Technologien zu arbeiten.  2006 gründete sie die Unternehmensberatung Future Today Institute. Seit 2007 verfasst sie den jährlichen Tech Trend Report des Future Today Institute, der die Zukunft der Technologien und ihre Auswirkungen auf die Gesellschaft beschreibt. 2011 war sie Mitbegründerin des Spark Camp, einer Führungskonferenz, die sich mit der Zukunft von Wirtschaft, Regierung und Gesellschaft befasst. Von 2014 bis 2015 war sie Visiting Nieman Fellow an der Harvard University. Sie ist Visiting Fellow an der Saïd Business School der University of Oxford, Nonresident Senior Fellow im GeoTech Center des Atlantic Council, Fellow im United States-Japan Leadership Program und Foresight Fellow im U.S. Government Accountability Office Center for Strategic Foresight. Sie wurde zum lebenslangen Mitglied des Council on Foreign Relations gewählt.
Sie ist Professorin für strategische Frühaufklärung an der Stern School of Business der New York University. Ihre Forschung konzentriert sich auf strategische Frühaufklärung und die Verwendung von Daten zur Modellierung wahrscheinlicher, plausibler und möglicher Szenarien für die Zukunft. Sie wurde in die Thinkers50 Radar-Liste der 30 Management-Denker aufgenommen, die die Zukunft der Unternehmensführung am ehesten prägen werden, und gewann den renommierten Thinkers50 RADAR Award 2017 für ihre Forschung und ihre strategische Vorausschau.
Sie ist mit Brian Woolf verheiratet und hat eine Tochter.

## Auszeichnungen
- 2017: Thinkers50 RADAR Award
- 2019: Aufnahme in die BBC 100 Women-Liste

## Veröffentlichungen (Auswahl)
- Data, A Love Story: How I Gamed Online Dating to Meet My Match, Dutton, 2013, ISBN 0-14-218045-9.
- How To Make J-School Matter (Again), Nieman, 2015.
- The Signals Are Talking: Why Today's Fringe Is Tomorrow's Mainstream, New York City, PublicAffairs, 2016, ISBN 1-5417-8823-0.
- The Big Nine: How the Tech Titans and Their Thinking Machines Could Warp Humanity, New York City, PublicAffairs, 2019, ISBN 978-1-5417-7375-2.
- Die großen Neun: Wie wir die Tech-Titanen bändigen und eine Künstliche Intelligenz zum Wohle aller entwickeln können, 2019, ISBN 978-3-86470-638-7.